# L'ultimo cinema del mondo
L'ultimo cinema del mondo (El viento se llevó lo qué) è un film del 1998 diretto da Alejandro Agresti.

## Trama
Soledad, una tassista di Buenos Aires, stanca della vita in mezzo al traffico, si allontana dalla città senza una meta precisa. 
Dopo giorni di viaggio si ritrova in un piccolo villaggio della Patagonia dove l'unica occasione di divertimento sembra essere la piccola sala cinematografica. Nonostante le pellicole arrivino in pessime condizioni l'intero villaggio si dimostra sempre molto interessato e coinvolto e la donna finisce per innamorarsi del critico locale.

## Riconoscimenti
- Concha de Oro al Festival di San Sebastián (1998)
- Tulipano d'Oro 1999 all'International Istanbul Film Festival